# Kibaha
Kibaha  este un oraș  în partea de est a Tanzaniei. Este reședinta  regiunii Pwani.